# Cerro Santa Lucía
Der Cerro Santa Lucía, ursprünglicher Name Huelén, ist ein kleiner Inselberg im Zentrum der chilenischen Hauptstadt Santiago. Der Fels aus adesitischem Basalt überragt mit einer Gipfelhöhe von 629 m die umgebende Stadt um 69 Meter. Im 19. Jahrhundert wurde er durch Aufforstung und Bebauung zu einem Stadtpark und urbanen Aussichtspunkt gestaltet.

## Geschichte
Der Hügel hieß vor der Eroberung des Gebietes durch Pedro de Valdivia am 13. Dezember 1540 Huelén. Dieser Name bedeutet in der Sprache der Ureinwohner dieses Gebietes, der Picunche, „Schmerz, Schwermut oder Traurigkeit“.
Als die Eroberer im Tal des Mapocho ankamen, benutzten sie den „Huelén“ als Wachturm und gründeten dort am 12. Februar 1541 die Stadt Santiago del Nuevo Extremo – die heutige chilenische Hauptstadt Santiago.

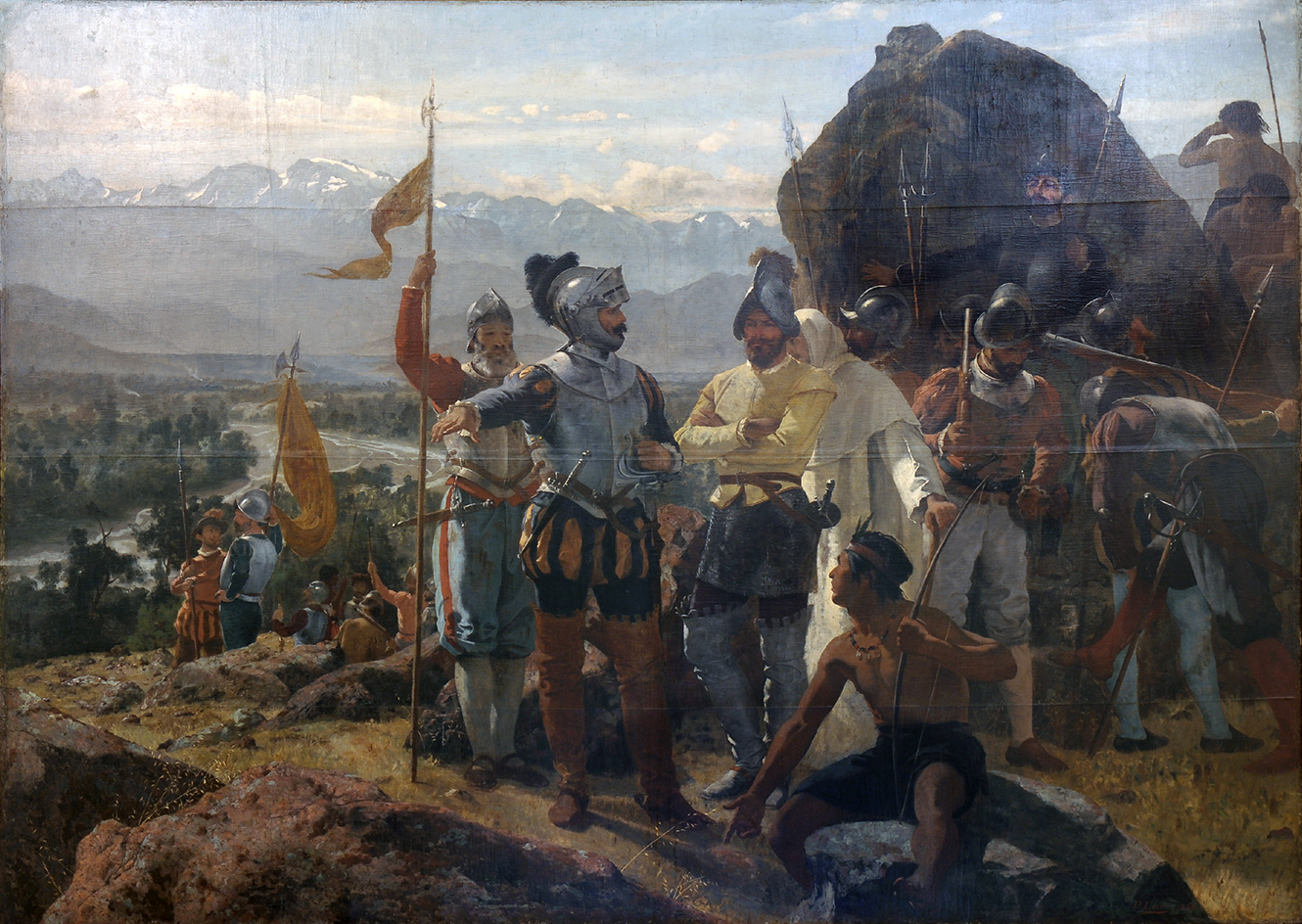
Gründung von Santiago de Chile durch Pedro de Valdivia auf dem Cerro Santa Lucía

Während der „Reconquista“ (1814–1817) befehligte General Francisco Casimiro Marcó del Pont (der letzte spanische Gouverneur des Generalkapitanates Chiles) im Jahre 1820 den Aufbau von zwei Schutzbatterien auf dem Cerro Santa Lucía: Marcó und Castillo Hidalgo.
Schon im 19. Jahrhundert und als Teil eines Verschönerungsplanes für Santiago, speziell in Vorbereitung auf die „Hundertjahrfeier der Chilenischen Republik“, wurden unter Mitwirkung von Benjamín Vicuña Mackenna die Festungsbauwerke auf dem „Santa Lucía“ geschleift: Fußwege, eine Kapelle auf der Hügelspitze, mehrere Brunnen und Erker gebaut und schließlich einige Bäume angepflanzt, so dass der Hügel heute einen parkähnlichen Charakter besitzt. Auf der Südseite des Hügels verläuft die Avenida Libertador General Bernardo O’Higgins, die Hauptstraße der Stadt.
Im Laufe der Jahre wurde es zu einer Tradition, dass mittags ein Kanonenschuss von dem Hügel über die Hauptstadt ergeht. Inzwischen ist der Cerro Santa Lucía als Keimzelle der chilenischen Hauptstadt am 16. Dezember 1939 zum Nationalmonument ernannt worden.

## Sonstiges
Auf dem Cerro Santa Lucía befindet sich ein 2 Meter hohes Steindenkmal mit der Darstellung des Briefes, den Pedro de Valdivia dem Kaiser Karl V. am 4. September 1545 schrieb. In diesem Brief beschreibt er die wunderschöne Landschaft des neu eroberten Landes.
Neben dem Fußweg gibt es auch einen Aufzug auf den Hügel.